# Музей Восточной Азии
Музей Восточной Азии (швед. Östasiatiska museet) — музей культуры Восточной Азии, расположенный в Стокгольме на острове Шеппсхольмен.

## История
Музей официально открыт в 1926 году на основе коллекции шведского археолога Юхана Андерссона, собранной им в экспедициях 1920-х годов.
Коллекции музея охватывают более чем 5000-летнюю историю Китая до династии Мин включительно, а также Японии, Кореи и Индии. Представлено современное искусство Восточной Азии.
Работает специализированная библиотека с коллекцией исторических, религиозных и культурологических книг.